# 近江の茶

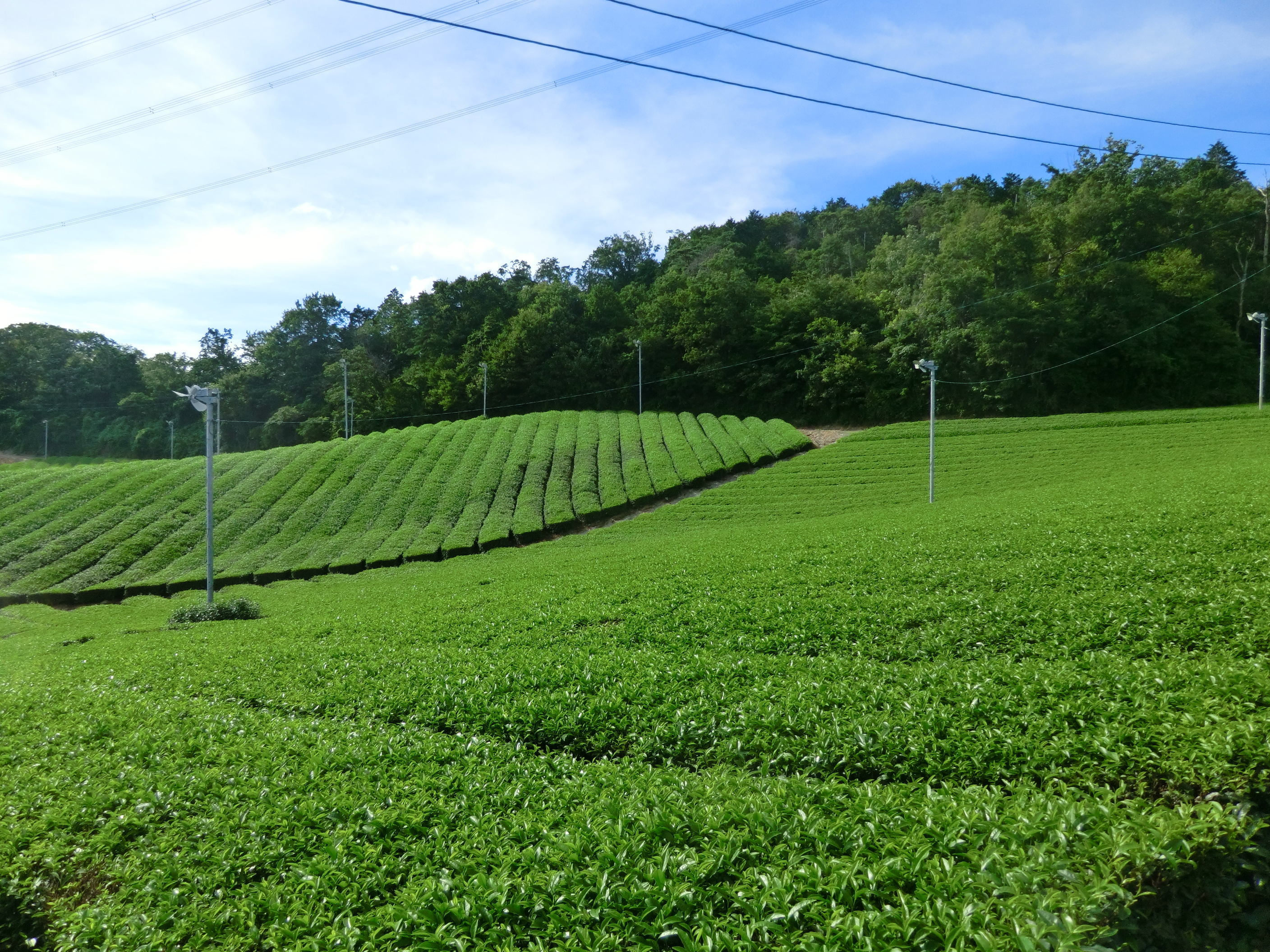
茶畑（滋賀県甲賀市水口町虫生野）

近江の茶（おうみのちゃ）は、滋賀県で生産されているお茶（緑茶）の総称である。甲賀市で最も多く生産されている。

## 歴史
805年に延暦寺開祖の最澄が唐から持ち帰ったお茶の種子を、比叡山山麓坂本の日吉茶園（日本茶発祥の地）に播いたのが始まりとされている。
日本後記には815年に嵯峨天皇が現在の大津市に向かう途中、梵釈寺を過ぎたところで、永忠という僧侶が茶を煎じて献上したことが記載されている。これが茶事に関する日本最初の記録とされている。

## 特徴
昼夜の温暖差が激しく霧が発生しやすい、お茶の栽培に適した場所が多く、風味豊かで上品な高級煎茶が栽培されている。

## 近江の茶に属するブランド
「近江の茶」として販売される以外に、一部ではさらに産地を限定した地域ブランドが存在する。
- 朝宮茶
- 土山茶
- 政所茶
- 北山茶